# Patrik Westander
Patrik Filip Westander, född den 14 maj 1963 i Trelleborg, är en svensk ekonom, företagsledare och pr-konsult.
Patrik Westander, som är uppvuxen i Karlstad, tog ekonomexamen vid Handelshögskolan i Stockholm 1990 och blev då civilekonom. Han har studerat humaniora vid Stockholms universitet. [källa behövs]
Åren 1990–1992 var Westander departementssekreterare på finansdepartementets internationella avdelning. 1992–2000 arbetade han främst internationellt inom flera olika bolag i Statoilkoncernen, med lokalisering i Stavanger, Alexandria VA, Stockholm och Oslo. Inför riksdagsvalet 1998 var Westander den drivande kraften bakom Statoils lobbying för en fri elmarknad. Han avslutade sin oljebolagskarriär 2001, då som vd för Svenska Statoil AB.
Patrik Westander är vd och huvudägare av pr-byrån Westander, som han grundade år 2000 tillsammans med sin bror Henrik Westander. Patrik Westander deltar aktivt i branschdebatten kring bland annat politisk påverkan.